# The Timaru Herald
The Timaru Herald ist eine täglich erscheinende regionale Tageszeitung in Neuseeland. Ihr Einzugsgebiet liegt im südöstlichen Teil von Canterbury mit Redaktionssitz in Timaru.

## Geschichte
Die Zeitung wurde 1864 von dem englisch-gebürtigen Zeitungsmacher Alfred George Horton und dem aus Oxford stammenden Finanzier Ingram Shrimpton in der Hafenstadt Timaru gegründet. Mit der Erstausgabe am 11. Juni 1864 erschien das Blatt anfangs wöchentlich und ab 1866 zwei Mal die Woche.
Horton verkaufte die Zeitung 1871 an Herbert Belfield, unter dessen Leitung und der Herausgeberschaft von Edward Wakefield, einem Neffen von Edward Gibbon Wakefield, die Zeitung landesweit an Bedeutung gewann. Wakefield war auch Politiker und Mitglied des House of Representatives. Er nutzte das Blatt auch für seine politischen Zwecke und gab die Zeitung täglich heraus. 1885 verließ Wakefield den Timaru Herald, weil er sich mehr in Wellington engagieren wollte und wohl auch, weil es um die finanzielle Basis der Zeitung nicht so gut stand. 1886 verkaufte Belfield den Herald an den Politiker und Investor Joseph Ivess, dem schon einige Zeitungen in Neuseeland gehörten. Doch Ivess verkaufte den Herald ein Jahr später wieder und Edward George Kerr, dem schon die South Canterbury Times, eine weitere Zeitung aus Timaru gehörte, stieg in das Geschäft ein, ließ den Timaru Herald als Morgenausgabe und die South Canterbury Times als Abendzeitung erscheinen.
1901 stellte Kerr die South Canterbury Times ein, übernahm die Timaru Post und machte aus ihr eine Abendzeitung des Timaru Herald. Betriebswirtschaftlich noch getrennt unterstützte ab 1923 der Timaru Herald die in finanzielle Schwierigkeiten geratene Post bis zu ihrer Einstellung im Jahr 1939. Der Timaru Herald blieb bis in die 1980er im Besitz der Familie Kerr, wurde dann aber an die Independent Newspapers Limited (INL) verkauft. 2003 übernahm dann die australische Fairfax Media Gruppe die Independent Newspapers mit all in ihrem Besitz befindlichen neuseeländischen Zeitungen, darunter auch der Timaru Herald.

## Die Zeitung heute
Der Timaru Herald hatte 2014 eine durchschnittliche täglich Auflage von 10.814 Exemplaren, erscheint weiterhin täglich montags bis samstags, wobei die Redaktion der Zeitung nur noch den Lokalteil abdeckt. Der überregionalen Teil wird zentral für alle Zeitungen der Fairfax Media Gruppe in Wellington erstellt.